# Шестайкіно
Шеста́йкіно (рос. Шестайкино) — присілок у складі Бугурусланського району Оренбурзької області, Росія.

## Населення
Населення — 80 осіб (2010; 137 у 2002).
Національний склад (станом на 2002 рік):
- мордва — 88 %